# Torneo de Belgrado 2022
El Serbia Open 2022 fue un torneo de tenis que perteneció a la ATP en la categoría de ATP Tour 250. Se disputó entre el 18 y el 24 de abril de 2022 sobre polvo de ladrillo en el Novak Tennis Center en Belgrado (Serbia).

## Distribución de puntos
| Modalidad            | Campeón | Finalista | Semifinales | Cuartos de final | 2ª ronda | 1ª ronda | Clasificados | 2ª ronda de clasificación | 1ª ronda de clasificación |
| Individual masculino | 250     | 165       | 100         | 50               | 25       | 0        | 13           | 7                         | 0                         |
| Dobles masculino     | 250     | 150       | 90          | 45               | 20       | 0        | -            | -                         | -                         |

## Cabezas de serie

### Individuales masculino
| Tenista           | Ranking | Preclasificado |
| Novak Djokovic    | 1       | 1              |
| Andrey Rublev     | 8       | 2              |
| Karen Khachanov   | 24      | 3              |
| Aslán Karatsev    | 30      | 4              |
| Christian Garín   | 31      | 5              |
| Fabio Fognini     | 32      | 6              |
| Miomir Kecmanović | 38      | 7              |
| Filip Krajinović  | 39      | 8              |

- Ranking del 11 de abril de 2022.[2]

### Dobles masculino
| Tenista                      | Ranking | Preclasificado |
| Nikola Mektić Mate Pavić     | 7       | 1              |
| Simone Bolelli Fabio Fognini | 56      | 2              |
| Matthew Ebden Max Purcell    | 57      | 3              |
| Ivan Dodig Austin Krajicek   | 63      | 4              |

## Campeones

### Individual masculino
Andrey Rublev venció a  Novak Djokovic por 6-2, 6-7(4-7), 6-0

### Dobles masculino
Ariel Behar /  Gonzalo Escobar vencieron a  Nikola Mektić /  Mate Pavić por 6-2, 3-6, [10-7]